# Muzykalia

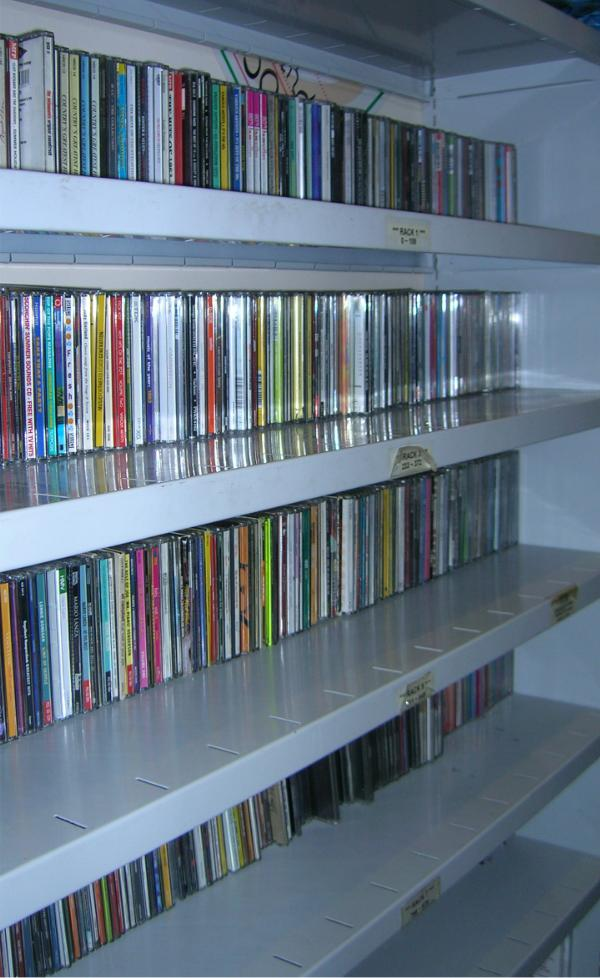
Regał z płytami kompaktowymi w bibliotece

Muzykalia (dokumenty muzyczne) – typ dokumentów piśmienniczych dotyczące muzyki, a także nagrania dźwiękowe na płytach i taśmach, stanowiące odrębną część księgozbioru bibliotecznego.
Muzykalia obejmują obiekty zapisane sposobem graficznym (rękopisy i druki nutowe, książki, czasopisma oraz nagrania nagrane na taśmy i płyty.
Rękopisy i druki nutowe wyróżniają się od pozostałych typów zbiorów muzycznych zapisem notacji muzycznej, które zaś między sobą są zróżnicowane ze względu na czas ich powstania, jak również ze względu na ich przeznaczenie. W starożytnej Grecji notowano wysokość dźwięku za pomocą odpowiednich liter alfabetu. We wczesnym średniowieczu umieszczano nad tekstem bez linii neumy, które początkowo nie określały dokładnie ani wysokości dźwięku, ani wartości rytmicznej. Z czasem ustaliły się cztery linie, które po dziś dzień wykorzystuje się w mszałach gregoriańskich. Dzisiejsza forma zapisu nutowego ustaliła się dopiero w XVIII wieku. W latach 50. wykształciła się ponadto forma notacji graficznej, wykorzystującej symbole i kształty pozamuzyczne, którą to wykorzystują kompozytorzy awangardowi i eksperymentalni.